# 코트디부아르 여자 축구 국가대표팀
코트디부아르 여자 축구 국가대표팀은 코트디부아르를 대표하는 여자 축구 대표팀으로 코트디부아르 축구 연맹에서 관리한다. 1988년 7월 1일 네덜란드를 상대로 국제 A매치 첫 경기를 치렀고 이 경기에서 0-3으로 완패했다.

## 국제 대회 경력

### FIFA 여자 월드컵
2015년 FIFA 여자 월드컵 아프리카 지역 예선을 겸한 2014년 아프리카 여자 축구 선수권 대회에서 3위에 입상하며 사상 첫 여자 월드컵 본선 진출에 성공했다. 그러나 정작 본선에서는 독일, 태국, 노르웨이를 상대로 승점 1점도 얻지 못한 채 3전 전패·B조 최하위로 조별리그에서 탈락했고 대회 순위에서도 24팀 가운데 23위라는 처참한 성적으로 대회를 마감했다.

### 아프리카 여자 네이션스컵
아프리카 여자 네이션스컵에는 2번 본선에 올라 그 중 2014년 대회에서 3위에 입상하며 아프리카 여자 네이션스컵 역대 최고 성적을 달성했고 이에 앞선 2012년 대회에서는 조별리그에서 탈락했지만 에티오피아와의 B조 조별리그 1차전에서 5-0의 대승을 거두며 대회 통산 첫 승을 올리기도 했다.

### 아프리칸 게임
아프리칸 게임에는 2015년 대회에 유일하게 출전하여 이 대회에서 동메달을 획득하는 성과를 얻어냈다.

### 서아프리카 축구 연합B존 우먼컵
이 대회에는 2018년과 2019년 대회에 연속으로 참가하여 두 대회에서 모두 준우승을 차지했다.

## 수상

### FIFA 여자 월드컵
- 1991년: 불참
- 1995년: 불참
- 1999년: 불참
- 2003년: 예선 탈락
- 2007년: 예선 탈락
- 2011년: 예선 탈락
- 2015년: 조별 예선
- 2019년: 예선 탈락
- 2023년:  예선 탈락

### 아프리카 여자 네이션스컵
- 1991년 ~ 2000년: 불참
- 2002년: 예선 탈락
- 2004년: 불참
- 2006년 ~ 2010년: 예선 탈락
- 2012년: 조별 예선
- 2014년: 3위
- 2016년 ~ 2018년: 예선 탈락

## 같이 보기
- 코트디부아르 축구 국가대표팀